# Monastero di San Michele (Lonate Pozzolo)
Il Monastero di San Michele era un vecchio monastero di suore situato a Lonate Pozzolo, costruito nel XIII secolo e soppresso il 2 settembre 1784, di proprietà del comune e sede della biblioteca comunale NH Gian Domenico Oltrona Visconti.

## Storia
Il monastero venne fondato nel 1290 da un gruppo di monache che seguivano la regola di sant'Agostino guidate da donna Irene Gennari. A queste si unirono nel tempo altri gruppi, uno guidato da Petra Carcano nel 1398 e tra il 1412 e il 1425 le religiose di una fondazione piantanida.
L'oratorio venne consacrato nel 1476 e comprendeva due altari, primo dedicato a sant'Antonio e il secondo a san Pietro Martire e il gruppo di religiose era detto di "san Pietro Martire", la definizione di "monastero" compare a inizio cinquecento, e il primo la dedica a San Michele risale al 1557. 
Dopo il 1567 venne unito al monastero di San Francesco, su ordine dell'arcivescovo Carlo Borromeo. In quel momento a Lonate c'erano molti monasteri, in cui non erano presenti abbastanza monache, che oltretutto non sempre osservavano la clausura (introdotta nel 1506, con l'assunzione del velo nero).

### Restauro
Dal 1983 il comune di Lonate Pozzolo divenne proprietario dell'edificio quando questo era ormai in uno stato avanzato di degrado. La scelta fu tra la vendita e il restauro per un futuro riutilizzo e, nonostante la prima scelta fosse migliore per poter far entrare soldi per la costruzione di un edificio nuovo, si scelse invece un restauro conservativo.
Nel 1996 l'ala occidentale venne ristrutturata da un team di esperti tra cui anche il Politecnico di Milano che cercò di apportare restauri minimi e nel massimo rispetto per l'edificio. I maggiori interventi furono sulle capriate e sulla struttura del tetto, soprattutto sui solai. In questo caso, però, il soffitto cassettonato, che era uno dei più antichi, venne sostituito con dei pannelli prefabbricati, mentre bastava rinforzarlo. Le celle delle monache, invece, vennero demolite per fare spazio a sale di maggiore ampiezza e lo stesso pavimento in cotto venne smantellato e ricomposto ma non a spina di pesce, come era originalmente, ma a disposizione lineare.
La sede restaurata divenne biblioteca nel 1999 mentre originariamente si era pensato ad un museo che doveva contenere la storia della tessitura e dei bachi da seta nel territorio, i reperti della battaglia di Tornavento, alcuni reperti romani e l'archivio storico del comune.
L'ala settentrionale fu sistemata successivamente fino al 2008 diventando area espositiva anche se inizialmente si era pensato ad un museo dedicato all'architetto Bosisio. In questa seconda fase vennero fatti interventi più radicali e anche più invasivi come la scala metallica interna 
L'ala meridionale, che era l'abitazione della famiglia nobile Bosisio, resta invece da sistemare così come l'ala orientale, che era la sede della chiesa.

## Descrizione
L'architettura è lombardo rinascimentale. Le prime informazioni riguardanti la pianta del monastero risalgono al 1575. Il centro del monastero è rappresentato dal chiostro, attorno al quale si estendono su duei piani tutti gli ambienti fondamentali per la vita comunitaria: al piano terrasull'ala ovest forno, magazzini, laboratorio e refettorio sul quella nord la cucina, dispnesa e la chiesa vecchia. Sull'ala est si trovava la chiesa nuova (di dimensioni doppie rispetto a quella vecchia ed accessibile alla cittadinanza) e sull'ala sud il parlatorio e altri due locali. Al primo piano si trovavano i dormitori, le celle, l'infermeria il guardaroba e il granaio. Intorno al quadrilatero del monastero si trovavano altri edifici destinati ai massari che lavorano i campi di proprietà del monastero. Nel periodo delle badesse Gennari e Della Croce (1564-1573) furono applicati gli affreschi in parte visibili con i loro simboli famigliari.

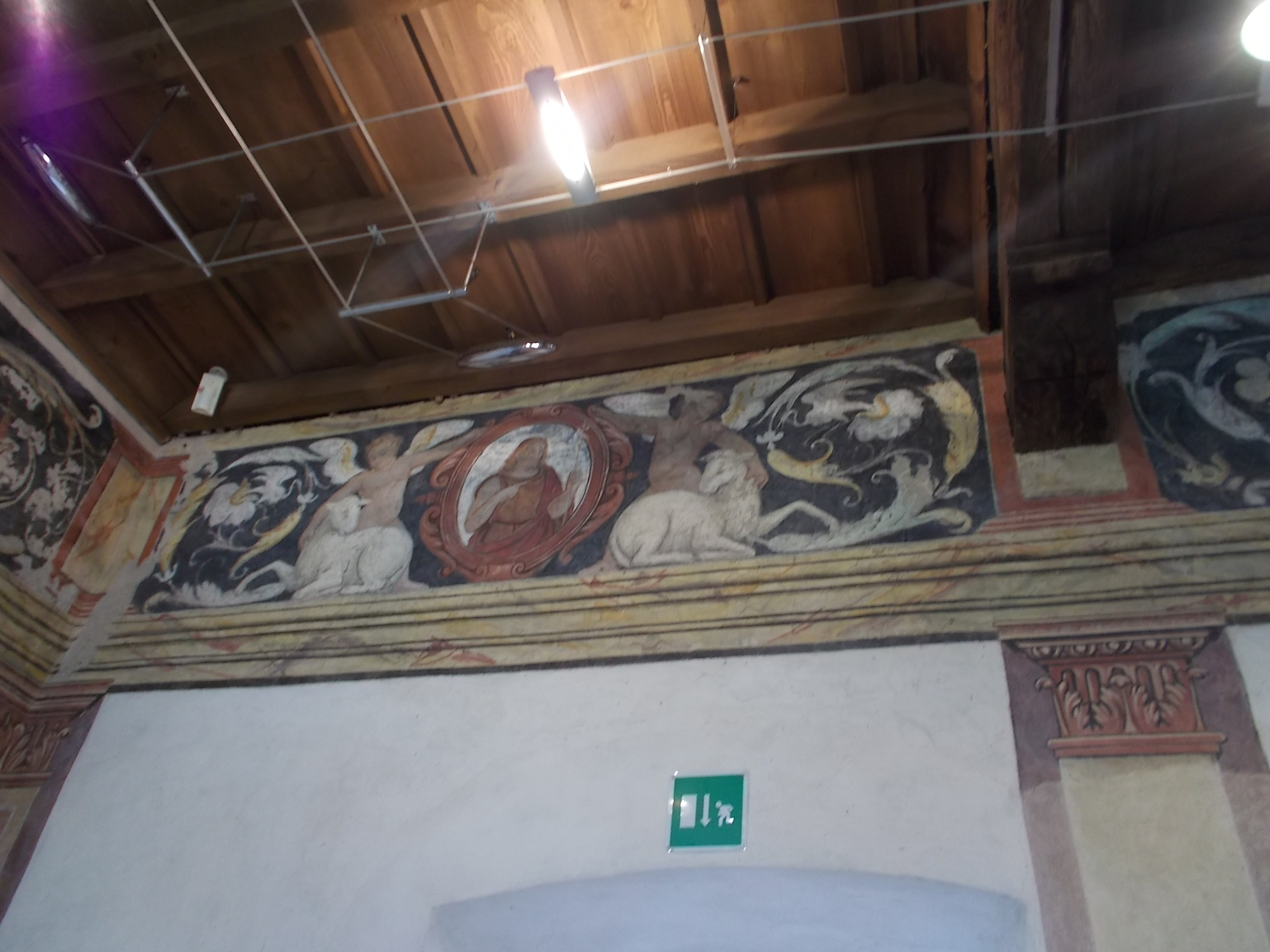
Affreschi
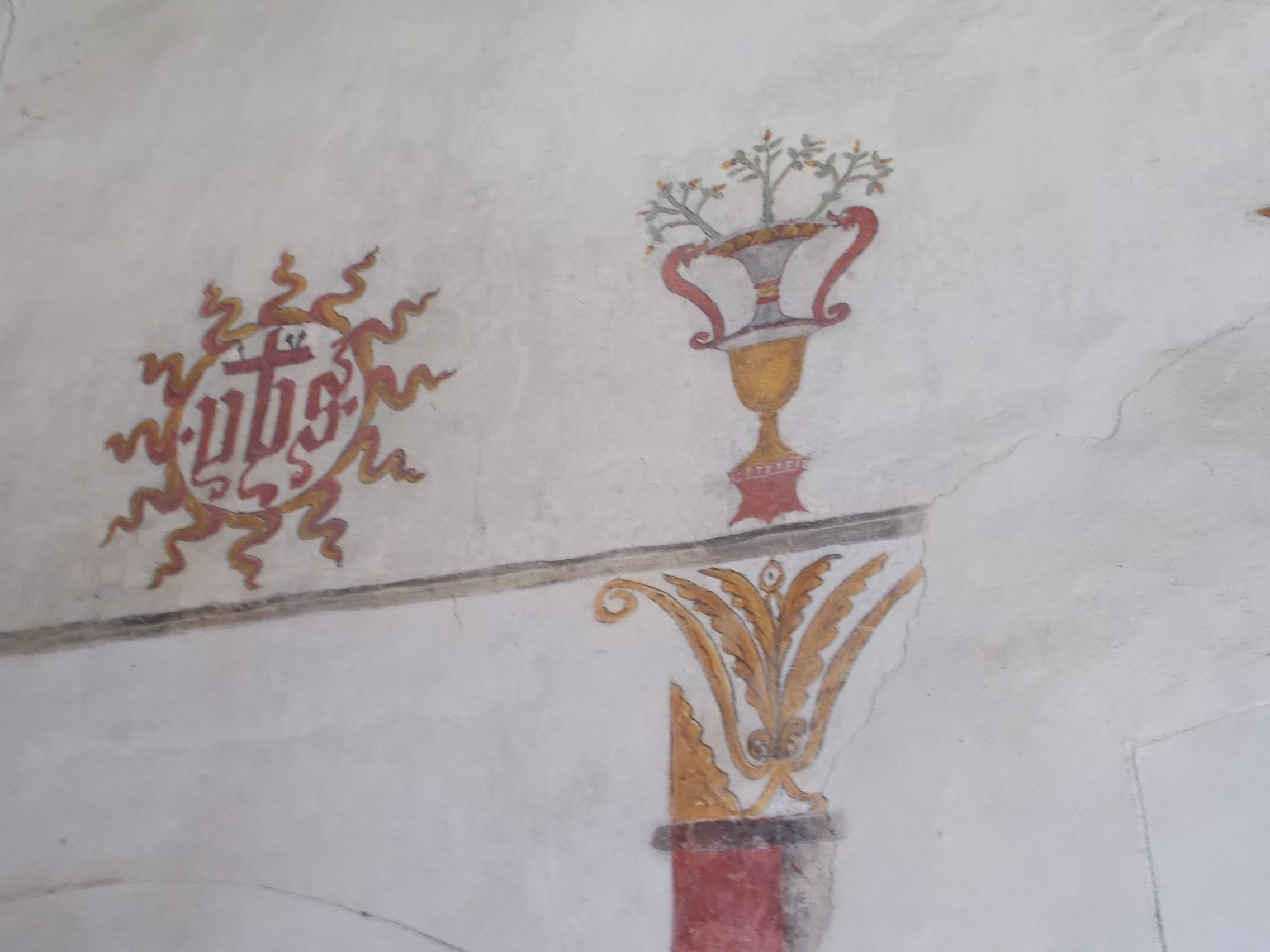
Affreschi
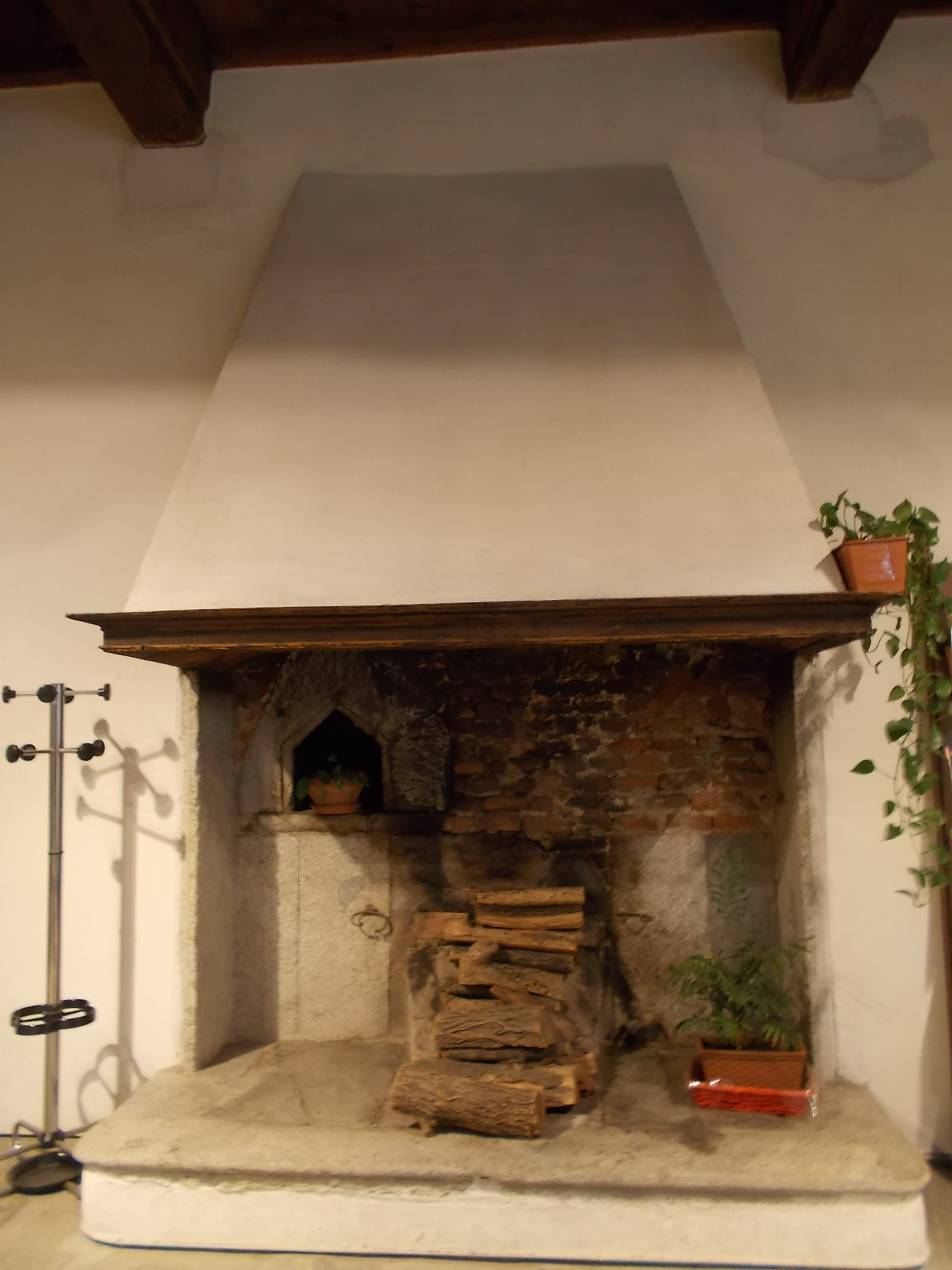
Camino della mensa
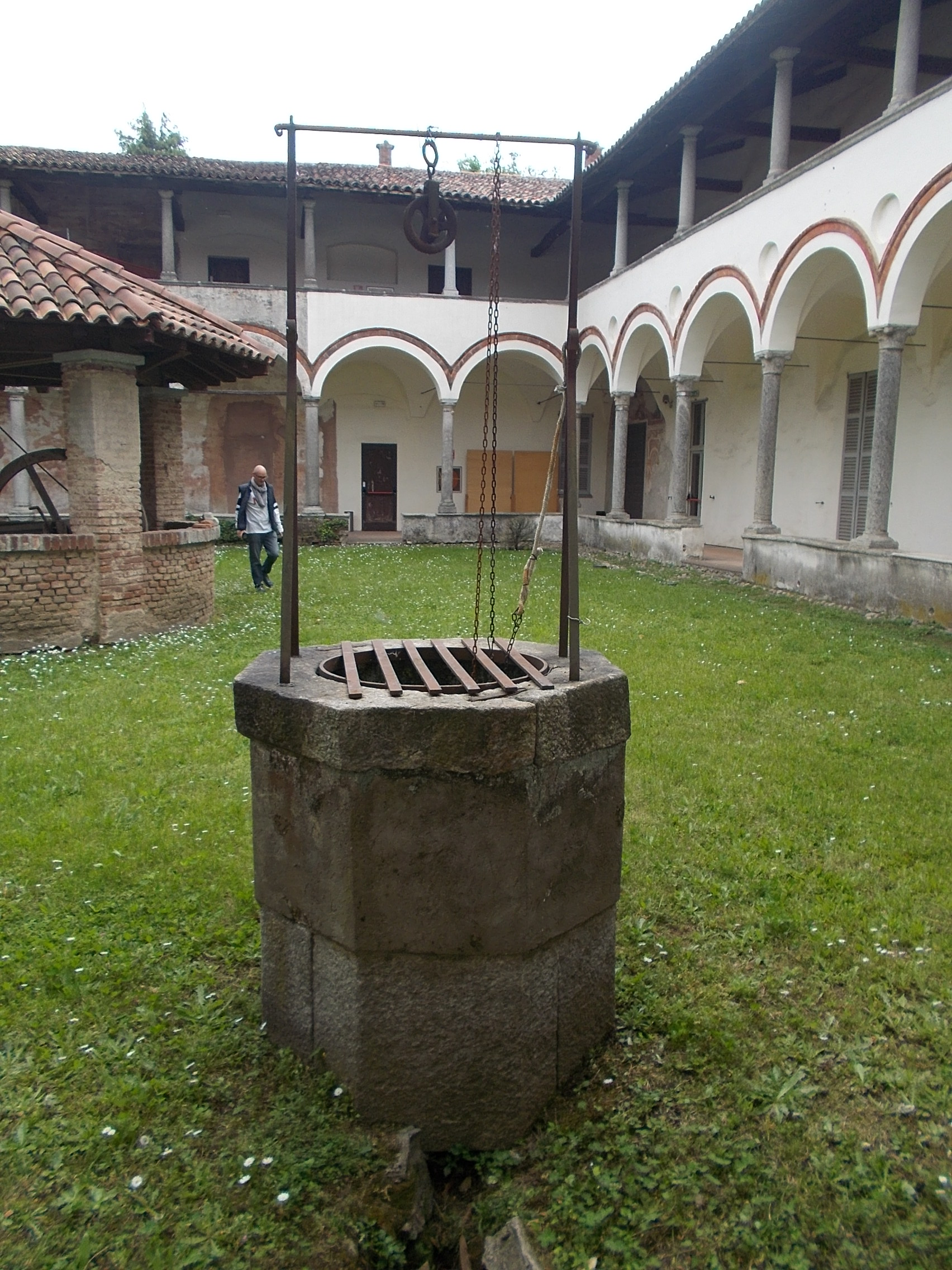
Il pozzo